# Zaitunia brignoliana
Espèce
Zaitunia brignoliana est une espèce d'araignées aranéomorphes de la famille des Filistatidae.

## Distribution
Cette espèce est endémique d'Iran. Elle se rencontre dans les provinces de Yazd et du Hormozgan.

## Description
La femelle holotype mesure 2,54 mm.

## Étymologie
Cette espèce est nommée en l'honneur de Paolo Marcello Brignoli.

## Publication originale
- Zonstein & Marusik, 2016 : A revision of the spider genus Zaitunia (Araneae, Filistatidae). European Journal of Taxonomy, vol. 214, p. 1-97 (texte intégral).